# La Gazette de Berlin
La Gazette de Berlin war eine monatlich in Deutschland auf Französisch erscheinende Zeitung. Sie wurde 2006 von Régis Présent-Griot gegründet und wandte sich an die rund 400.000 frankophonen Einwohner Deutschlands und an französischsprachige Deutsche. Name und Logo wurden von einer französischsprachigen Wochenzeitung übernommen, die 1743 gegründet wurde und circa 50 Jahre lang erschien.

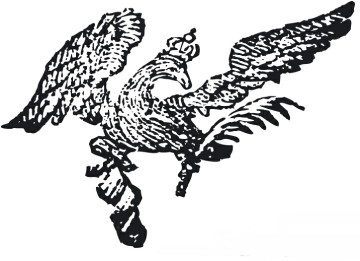
Ein Adler mit einem Pergament und einer Schreibfeder in seinen Spornen

Die Redaktion bestand aus französischen, schweizerischen und deutschen Staatsbürgern. Eine Seite der Zeitung wurde in deutscher Sprache veröffentlicht. Der Redaktionssitz war in Berlin-Prenzlauer Berg.
Das Abonnement der Gazette de Berlin war kostenpflichtig; sie war auch bundesweit an verschiedenen Kiosken (u. a. in Berlin, Hamburg, München, Frankfurt am Main, Köln, Düsseldorf und Bonn) erhältlich. Die erste Ausgabe erschien am 1. Juni 2006. Die Papierausgabe wurde 2009 eingestellt, das Internetportal seit 2015 nicht mehr aktualisiert.